# 黎元洪

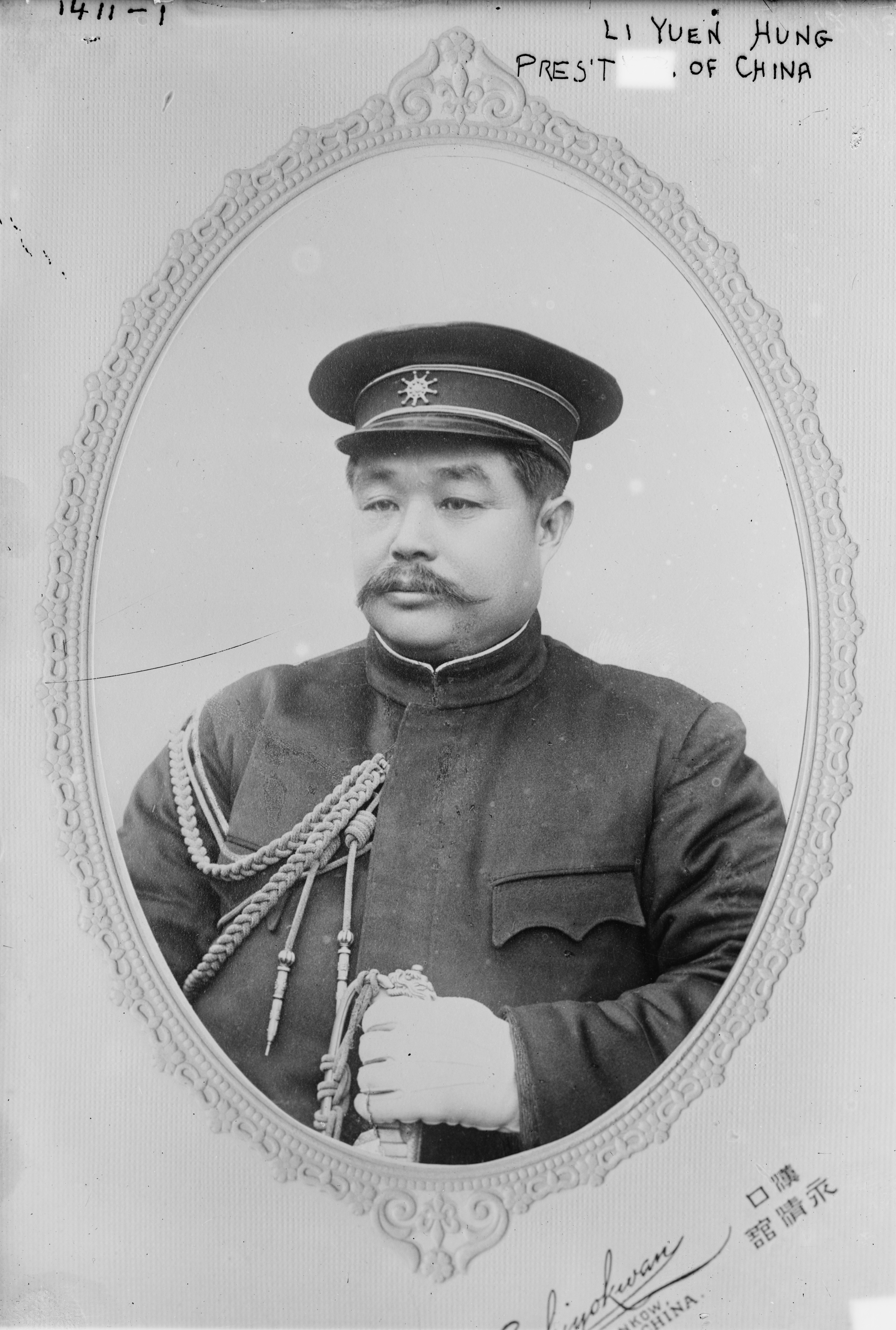
黎元洪 (軍服)

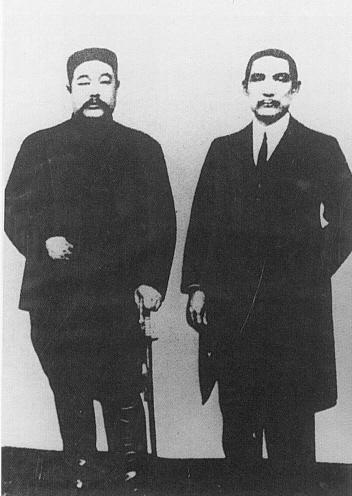
孫文と黎元洪 (1912年4月、武昌にて)

黎 元洪（れい げんこう）は、清末民初の軍人・政治家である。第2代、4代中華民国大総統。字は宋卿。
周囲から「謹厚」とも「柔暗」とも言われる性格のためか、清の軍人だったが辛亥革命時には反乱軍の大将に推され、また辛亥革命後の北洋軍閥政府時代には安徽派・直隷派にそれぞれ傀儡として大総統に推された。反対勢力とのあいだの緩衝勢力として擁立された結果、2度も大総統となった人物。軍人出身とはいえ、中華民国期には軍事力を背景としていない政治家でもあった。

## 生涯

### 清朝の軍人として
黎元洪の父は太平天国の乱鎮圧に当たった清朝の軍人であり、彼自身も軍人への道を志す。1889年、天津の北洋水師学堂を卒業した黎元洪はそのまま海軍に進み、広東艦隊の巡洋艦「広甲」に機関士として乗船する。この広甲は1892年に北洋艦隊に編入され、1894年の日清戦争にも参加した。同年9月の黄海海戦で乗艦の広甲が敵前逃亡後に座礁するが、泳げなかった黎元洪は命綱を頼りに漂流していたところを友軍に救助され、九死に一生を得ている。
1895年春、黎元洪は両江総督張之洞が新たに洋式海軍を組織しようとしているのを聞きつけ、南京の張之洞に面会を申し込む。張之洞の知己を得た彼は海軍ではなく新たな陸軍の創設に携わる。この時期日本に留学して軍人としての専門教育を受け、帰国後はドイツ人教官と共に新軍の訓練教官を務めた。1904年に張之洞が湖広総督に再任されると、黎元洪も随伴して武漢に赴任する。ここで改めて湖北新軍が組織され、1906年に黎元洪は湖北新軍の第21混成旅団長となる。1907年に張之洞が軍機大臣となって中央に戻ってから後も、彼は湖北新軍の将校として、武漢の治安維持(主に革命派の弾圧)に務めた。

### 武昌起義
1911年10月10日、武漢市の武昌で新軍内の革命派が蜂起するという武昌起義が起こる。形勢を不利と見た湖広総督の瑞澂はいち早く武昌を脱出して漢口の租界に退避し、第八鎮統制の張彪もその後を追った。逃げ遅れたのは黎元洪である。翌11日正午には武昌全域が革命軍に制圧され、幕僚の劉文吉の家に隠れていた黎元洪も革命派に捕らえられる。だが、ここで革命派内で意外な思惑が働いた。
- 武昌蜂起は突発的に発生したため革命派の主要メンバーは武漢にいない[注釈 2]が、革命を進めるためにはそれなりの地位にある人物を「表看板」として掲げる必要がある。
- 黎元洪は将兵からも尊敬されており、革命派の主張する「民間鉄道会社の国有化反対」にも理解を示している上、英語を話せるので諸外国の革命政府承認も得られやすいだろう。

この2つの思惑から、革命派はこれまで革命派を弾圧してきた黎元洪に対して湖北の暫定的な司令官になるよう迫った。最初は身の危険を感じて渋々軍政府湖北都督に就任した黎元洪だが、次第に革命に積極的になっていく。11月30日には革命軍司令官に就任し、12月4日には革命派の代表として清朝の軍機大臣(事実上の総理大臣)である袁世凱と停戦交渉を行った。
いつのまにか革命の中心人物となっていた黎元洪だが、武昌蜂起の後には14の省が続々と清朝からの独立を宣言しており、「革命政府をどこに置くか」「革命政権の主導者を誰にするか」で意見がまとまらず、武昌派と上海派に分かれていた。そこでアメリカから帰国したのが中国革命同盟会の孫文である。結局論争は孫文で一本化し、1912年1月1日、孫文が南京で中華民国臨時大総統に就任する。妥協案として黎元洪は副大総統に就任する。

### 中華民国副大総統
孫文の大総統就任によって中華民国が成立したが、黎元洪としては武昌以来革命軍を指揮して来たのは自分のはずなのにと面白いはずもなく、大総統への道を模索して活動を続ける。この後の1912年3月1日に、孫文は清朝宣統帝の退位と引き換えに臨時大総統の職を袁世凱に譲るが、袁世凱は「副大総統職に黎元洪を留任」という条件で黎元洪の賛成を引き出す。こうして清朝は滅亡し、南北の中国は再び統一される。
下野したものの袁世凱の強権的手法に反対した孫文らは、1913年9月に「第二革命」を起こすが袁世凱の軍事力の前にあっけなく撃退され、孫文らは日本に亡命を余儀なくされる。こうして国内の革命派を一掃した事で、10月に袁世凱は正式に中華民国大総統に就任した。
第二革命の際には袁世凱を支持した黎元洪だったが、袁世凱からは「潜在的脅威」と見なされ、10月の大総統就任後は袁世凱のお膝元である北京に押し込められ、自由を奪われてしまう。「副大総統」の役職にはそのまま残ったが、何の実権もない名誉職のようなものにされてしまった。袁世凱にしてみれば黎元洪は袁の直属の部下である北洋軍閥の出身ではないし、南京政府時代の革命家との交流もあったため、今一つ信用しきれなかったのだ。だが袁世凱は黎元洪を切り捨てる事はせずに、自分の息子を黎元洪の娘と結婚させたりと、関係強化に努めた。
1915年12月に袁世凱が帝政の復活を宣言すると国内外から一斉に反発の声が上がる。1916年には帝政に反対する一派から黎元洪に大総統就任を唆す声がかかった。袁世凱に反旗を翻す事は生命の危険につながると思った黎元洪はこれを断るが、同時に皇帝となった袁世凱が与えようとした武義親王の称号も固辞した。結果的にはこのバランス感覚が彼の政治生命を延命させる事になるのだが、この後1916年6月6日に袁世凱が亡くなるまで自宅に隠棲する日々を送る。

### 中華民国大総統 (第1期)
黎元洪は袁世凱の後を継いで1916年6月7日から1917年7月17日まで大総統を務めた。「袁世凱の後継者」としてなら北洋軍時代からの側近の段祺瑞・馮国璋・徐世昌が大総統を継ぐべきところだが、それでは帝政復活宣言以来反乱まで起こしている梁啓超ら南方の護国系が納得しない。それに北洋軍閥内にも派閥があり、その中の誰が大総統になっても北洋軍内にしこりが残る。それならば先ずは国内の安定を、と「中華民国の後継者」をアピールできる黎元洪を大総統に昇格させるという、無難といえば無難な人事で落ち着く結果となった。もっとも、この人事を決めた北洋軍閥にしてみれば、大総統とは言ってもあくまで傀儡であり政治の実権は政事堂国務卿が握るものと考えていたが、黎元洪は袁同様に大総統としての権力を行使する挙に出る。こうした誤算が、大総統府の長である黎元洪と国務院の長である段祺瑞の政争「府院の争い」を招来することとなった。
この争いは1917年5月23日に黎元洪が段祺瑞を罷免した事で一応の決着をみた。だが段祺瑞が下野したとたん、北洋軍閥系の督軍が続々と中華民国からの独立を宣言した。慌てた黎元洪は徐州にいた非参戦派の張勲に督軍団との仲裁を依頼する。6月7日、張勲の手勢4,300名の兵が入京してくる。北京を武力制圧した上で6月8日、黎元洪に対して国会の解散を要求する。背に腹は変えられないと黎元洪はこれを了承、国会を解散するのだが、民国期になっても辮髪を止めないほどの保守派である張勲はここぞとばかりに立憲君主制を目指す康有為を呼び寄せて、7月1日に清朝宣統帝を復位させてしまう（張勲復辟）。
黎元洪は日本公使館に避難し、7月3日にそこで段祺瑞と馮国璋に張勲の軍の制圧を依頼する。7月5日には段祺瑞を再度国務総理に任命し、7日には馮国璋を大総統代理に任命した。表舞台に舞い戻った段祺瑞の北洋軍閥はあっけなく張勲の軍を打ち破り、7月12日には北京を制圧、段祺瑞は7月14日に悠々と北京入京を果たしている。この日のうちに黎元洪は日本公使館を出て大総統を辞職し、政治の一線から退いた。
大総統を辞職した黎元洪は天津に移る。ここで彼は悠々自適に隠居しながら、民間事業への投資を行って財を成している。

### 中華民国大総統 (第2期)
1922年6月11日から1923年6月13日まで、黎元洪は再び大総統を務める。だが既に前回とは大きく情勢が異なっていた。まず1919年に直隷派の馮国璋が病死し、直隷派はさらに保定派（曹錕派）と洛陽派（呉佩孚派）に分かれた。さらに1920年7月の直皖戦争で安徽派の段祺瑞は失脚し、1922年4月の奉直戦争で奉天派が敗北すると、政権は直隷派が担うことになった。だが、直隷派単独で政権を維持するには支持層が少なすぎる。
そこで直隷派は再び「誰もが反対しない大総統」として黎元洪を擁立する事を思いついた。前回の経験で形式的な大総統職に就くことに難渋している上に隠居生活を楽しんでいた黎元洪は就任に難色を示したが、結局は直隷派に廃督裁兵を認めさせる事を条件として1922年6月11日に改めて大総統に就任した。再度自ら独自の政策を展開できると思ったのも束の間、またもや黎元洪の政権は各派に振り回されることになる。
黎元洪が目指したのは「平和的な統一による中央集権国家への移行」であり、そのために「廃督裁兵」や「国内各派の取り込み」を行おうとした。しかし旧知の孫文の取り込みを当てにした「平和的な統一」は、孫文の逮捕状を取り下げ閣僚として国民党の要員の派遣を依頼したものの、当の孫文が黎元洪の前回の失脚の後に北京政府と袂を分かち「広州国民政府」を樹立しており「広州政府が中国唯一の政府であり、黎元洪は新しく来た偽総統に過ぎない。もし列強が彼を承認するのであれば、それは中国に対する内政干渉だ」と内外に対して宣言が発表されたことから失敗。「廃督裁兵」も、軍事力を失う各派の抵抗やそれらに対抗するだけの軍事力の無さは事前に予想していたものの、就任を後援した直隷派の軍事力を後ろ盾にできるだろうと目論んでいた。だが、実際には直隷派も北洋軍閥の一派であり、当初はこれを受諾した直隷派も実行段階になると支援は消極的になった。このため、「廃督裁兵」に成功した省は江西省1省のみという結果に終わった。またこの時期、何とか名目だけでもと7人の文官を省長として任命するが、各地で地元勢の反対に遭ったために実際に着任したのは僅か2人だけだった。
更に就任直後から「黎元洪の大総統就任は直隷派の手によるものであり、民主政治と言う割には大総統選任のプロセスが中華民国約法に則っていない」という議論が沸いた。これに対して黎元洪側は「前回大総統職を離れたのは辞任ではなく（張勲による）外的圧力で職を離れただけである。従って今回大総統に『復帰』したのでその任期は1年3ヶ月残っている」と反駁したものの、説得力に欠け黎元洪の求心力は低下する。
こうしては就任からわずか1ヶ月の間に軍事力の中央集権・文官の派遣といった黎元洪の中央集権化策はことごとく失敗し、求心力を失った大総統は益々直隷派の傀儡になっていく。また、傀儡となった黎元洪の更なる悩みの種として、直隷派の首魁である曹錕と呉佩孚が仲違いを始めた。曹錕・呉佩孚共に黎元洪には直接意見を言ってくるので、黎元洪は「2人の傀儡」として双方の顔色をうかがいながら迷走しなければならなくなった。
黎元洪の迷走はそのまま国政の迷走であり、その有様は黎元洪在任中のわずか1年の間に6回も内閣が修正された事でも見て取れる。迷走を続けた黎元洪は、翌1923年6月に半ば直隷派に放逐される形で辞職した。黎元洪は直隷派に包囲された自宅にこもったり、北京にいられなくなって天津に脱出する際も大総統の印璽を持ち出して天津に仮政府を設置しようとするなど、ギリギリまで抵抗を試みたが、結局印璽は天津に脱出する途上で直隷派に奪われてしまった。黎元洪は天津のイギリス租界に逃げ延びた。

### 余生
大総統の職を追われた黎元洪ではあるが自ら公式に「辞職した」とは認めず、天津・上海で大総統復帰のための工作を行った。だが、後1923年9月に黎元洪を上海に招いた孫文ら国民党を含め、直隷派に対抗した組織は概ね黎元洪に同情を表したが、「黎元洪を大総統に」支持するものではなかった。黎元洪は猶も諦めずに各方面に働きかけたが、自分の子飼いが続々と離れていくのを見て、とうとう政治の一線から離れる事を決意した。1923年11月、黎元洪は「別府温泉で湯治する」と言って船に乗って上海を離れ、約半年後の1924年5月11日に天津に戻ってきた。傀儡とはいえ政治の第一線で翻弄され続けたからかその顔は、未だに巨万の富を持つ大資産家であるとは思えないほど苦渋に満ちていたという。
その後、黎元洪はもう政治向きの事には口を出さず、実業家として企業に投資したり、天津社交界に顔を出したり、近代教育のために学校に出資したりしていた。この年（1924年）の10月に第二次奉直戦争が勃発して直隷派政権が瓦解したが、黎元洪はもう政界に進出する気はなくなっていた。
晩年の黎元洪は糖尿病と高血圧に悩み、1928年5月25日に昏倒する。その契機は彼が出資する主要資産である中興炭鉱を、国民党の蔣介石が接収したという知らせを聞いたためという。6月3日午後10時に他界。家族に宛てた遺書の中では、子供達が政治に関与する事をきつく戒めていたという。
国民党は1935年11月に国葬を行い、黎元洪の遺体は武昌の卓刀泉に埋葬された。この霊園は後の文化大革命の際に破壊されるが、1981年武漢市政府によって修復された。